# Slät knölfoting
Slät knölfoting (Squamanita contortipes) är en svampart som först beskrevs av Alexander Hanchett Smith & D.E. Stuntz, och fick sitt nu gällande namn av Heinem. & Thoen 1973. Enligt Catalogue of Life ingår Slät knölfoting i släktet Squamanita,  och familjen Tricholomataceae, men enligt Dyntaxa är tillhörigheten istället släktet Squamanita,  och familjen Squamanitaceae. Arten är reproducerande i Sverige. Inga underarter finns listade i Catalogue of Life.